# Витоша
Витоша (болг. Витоша) — горный массив в Болгарии.
Находится на западе центральной части Болгарии. Витоша имеет очертания огромного купола, 19 км в длину и 17 км в ширину. На окраине Витоши находится столица страны, София. Популярный туристический объект. Территории горы Витоша включает в себя национальный парк, который охватывает самые известные и наиболее часто посещаемые части массива.
Черни-Врых («Черный пик») — самая высокая точка массива, высота — 2290 м; всего имеется 10 вершин высотой более 2000 м.

## История
В античной географии гора называлась Скомий (др.-греч. Σκόμιος, лат. Scomius) или Скомбр (Σκόμβρος ή Σκόμβρον), по Фукидиду на ней брала начало река Стримон (Струма). Также указывает Аристотель в «Метеорологике», согласно ему со Скомбра стекали Стримон, Несс (Места) и Гебр (Марица).
Современным названием гора обязана мужскому имени Витоша. Первое упоминание о скальном массиве появилось в XI веке. Туристическое освоение местности началось 26 августа 1895 года: на Черни-Врых поднялись порядка 300 альпинистов. С 1896 года гора Витоша стала объектом поклонения для всех болгарских туристов: каждый год тысячи человек повторяют восхождение к «болгарской сопке».

## Туризм
Летом можно посетить национальный парк, который расположен на территории горы. Всего организовано 50 пеших трасс, 10 из них проходят на высоте за 2000 метров. Зимой популярен горнолыжный отдых. На Витошу лучше приезжать в декабре. Снежный покров лежит на склонах 150 дней. Лыжный сезон заканчивается в апреле. Общая протяжённость трасс составляет 29 километров, 11 из них — равнинные. Перепады высот варьируются от 1648 метров и до 2198 метров. Ежечасно курорт принимает по 3150 лыжников. Маркировка склонов: 53 % трасс предназначены для начинающих, 36 % — для профессиональных лыжников и 12 % — для экстремальных райдеров.